# Пхра Рам Ратчанивет
Пхра Рам Ратчанивет (тайск. พระรามราชนิเวศน์) — бывший королевский дворец провинции Пхетбури в Таиланде, имевший первоначально название Ванг Бан Пуен (พระราชวังบ้านปืน). Построен в традициях европейской архитектуры. В годы правления короля Вачиравуда (Рама VI) во дворце принимали зарубежных гостей. В настоящее время во дворце расположен штаб Королевской тайской армии.

## История
Строительство дворца Пхра Рам Ратчанивет было начато в 1910 году королём Чулалонгкорном (Рама V) в качестве королевской загородной резиденции. Здесь король намеревался проводить сезоны дождей. Однако в этом же году Чулалонгкорн скончался. Строительство было завершено в 1916 году в годы правления его преемника, короля Вачиравуда (Рама VI), который дал ему название Пхра Рам Ратчанивет.
В настоящее время дворец Пхра Рам Ратчанивет занимает штаб Королевской тайской армии. Здание относится к архитектурным и историческим памятникам Таиланда.

## Архитектура
Дворец построен по образцу дворца немецкого кайзера Вильгельма немецким архитектором Карлом Зигфридом Дерингом (Döhring; 1879—1941), который спроектировал в Таиланде также ряд других королевских дворцов. Дворец представляет собой двухэтажное здание в стиле немецкого модерна («Югендстиль»). Дворец прямоугольный в плане, имеет высокую мансардную крышу, полуциркульные окна. На первом этаже здания устроена столовая и тронный зал, выполненные в желтых цветах. Винтовая лестница на второй этаж здания отделана зелёной плиткой. На втором этаже расположена библиотека, царская ванная и спальня. В свое время во дворе здания размещалась площадка для игры в волейбол, а настоящее время там устроен фонтан с фигурами людей и животных. Дворец окружает сад.
Перед парадным входом во дворец установлена статуя Короля Рамы V. По четырём сторонам постамента находятся пушки.

## Фотогалерея
- Дворец Пхра Рам Ратчанивет
- Монумент Короля Рамы V
- Во дворе дворца
- Дворец Пхра Рам Ратчанивет